# Amouranth
凱特琳·西拉古薩（英語：Kaitlyn Siragusa，1993年—），網名Amouranth，是美國網路名人、网络摄像头模特。西拉古薩也是在Twitch上為ASMR主題直播而聞名。

## 外部連結
- Amouranth的X（前Twitter）